# Parc national du Gunung Mulu
Le parc national du Gunung Mulu, fondé en 1974, se situe au Sarawak, État de Malaisie, situé sur l'île de Bornéo. Le parc est dans le nord du Sarawak, non loin de la frontière avec Brunei, à environ 100 km de la ville de Miri. Il est sur la liste du patrimoine mondial de l'UNESCO depuis 2000 pour sa faune et flore tropicale exceptionnelle, ainsi que ses cavernes et ses paysages de karsts érodés en cônes. Il est nommé d'après le mont Mulu, le pic le plus élevé de Sarawak. La région tient sa richesse floristique et faunistique aux nombreuses zones topographiques et géologiques différentes.

## Localisation et accès
Le parc national du Gunung Mulu se trouve dans le sous-district de Mulu, district de Marudi, Division de Miri.
Il n'y a pas de route permettant d'accéder au parc de Gunung Mulu.
L'accès le plus simple est par avion sur la ligne MAS Wings depuis Miri. Le vol de Miri à Mulu dure environ 30 minutes.
On peut également accéder par rivière : depuis Miri, par route jusqu'à Kuala Baram et de là par bateau jusqu'à Marudi, puis Long Terawan, puis en longboat motorisé jusqu'à Mulu. Le voyage dure au moins une journée. Il n'y a pas de service régulier de bateau en amont de Marudi.

## Logement
Les visiteurs peuvent loger :
- au QG du parc où il y a plusieurs catégories de logements disponibles ;
- dans un petit hôtel sur les rives du Melinau : The Matumau Lodge ;
- ou encore dans d'autres hôtels à proximité.

## Géologie

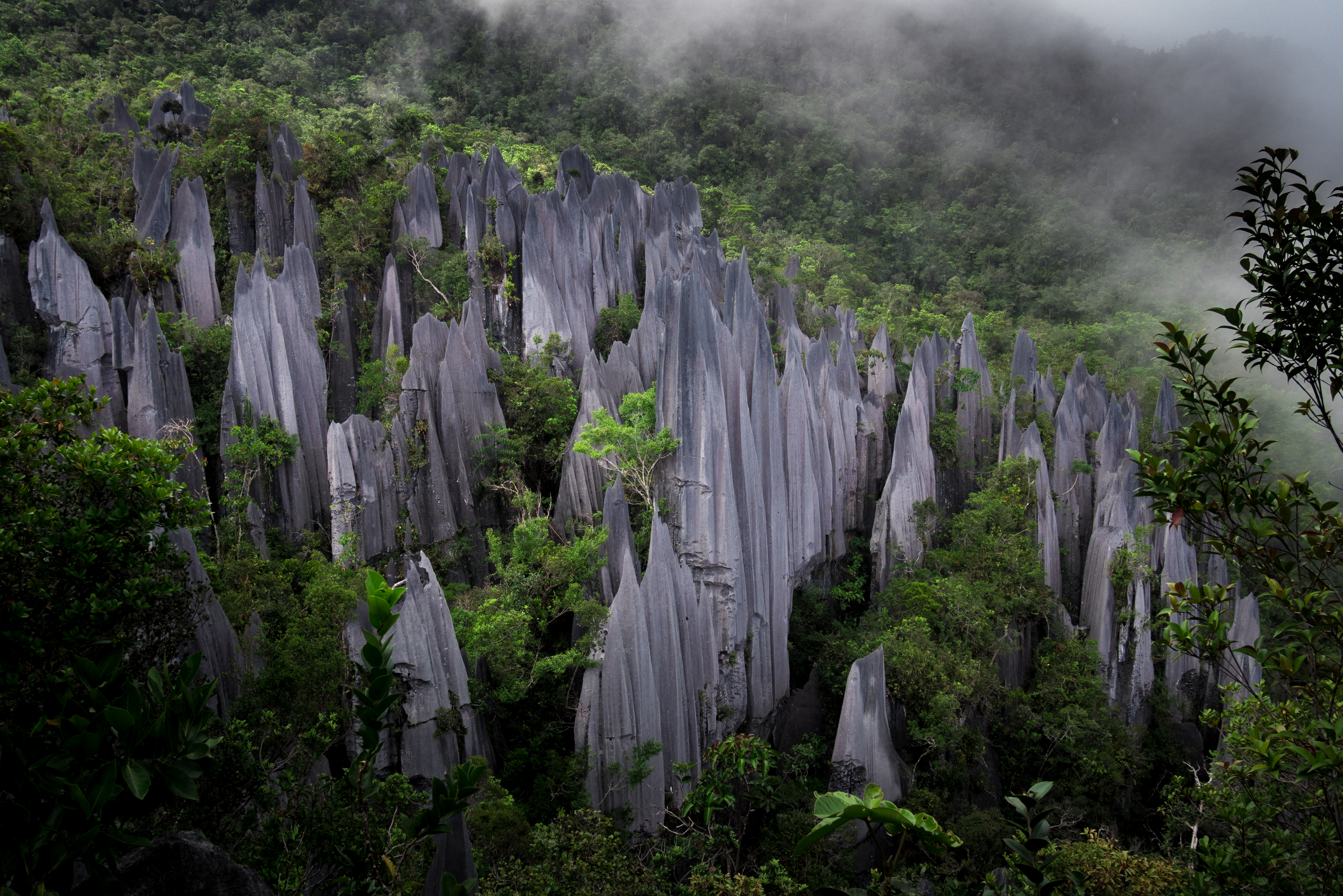
Les Pinnacles, dans le parc national. Juillet 2019.

Les principales roches présentes dans le parc sont des calcaires et des grès. Les calcaires sont fortement karstifiés[réf. nécessaire].

### Principaux massifs calcaires
- Collines du sud
- Gunung Api
- Gunung Benarat
- Gunung Buda

### Cavités souterraines remarquables
Dans le parc national du Gunung Mulu se situe la salle souterraine naturelle la plus grande du monde, la Salle de Sarawak (« Sarawak Chamber » en anglais), une salle de 700 mètres de long, 396 mètres de large, et 70 mètres de haut. Cette salle d'éboulement se situe dans la grotte de la Bonne Chance (« Good Luck Cave » en anglais, « Gua Nasib Bagus » en malais). Cette grotte s'ouvre dans la forêt à plusieurs heures de marche du QG du parc. La grotte est parcourue par une rivière souterraine en forme de canyon ; sa visite très sportive n'est possible qu'en basses eaux. La Salle de Sarawak est une salle d'effondrement au contact des roches marneuses qui reposent sous les calcaires de Mulu.
On y trouve aussi la « caverne du Cerf » (« Deer Cave » en anglais) qui abrite des milliers de chauves-souris et qui traverse la montagne de part en part. Les dimensions de ce passage souterrain sont de 120 mètres de hauteur, 175 mètres de largeur et 2 kilomètres de long. Ce passage fut considéré comme le plus grand du monde avant la découverte de la grotte Hãng Sơn Đông dans parc national de Phong Nha-Ke Bang au Vietnam,, qui dépasse la caverne du Cerf, surtout en longueur.
À Mulu, on trouve aussi la caverne de Benarat, la « caverne du Vent », et la « caverne de l'Eau claire » qui abrite une très importante rivière souterraine.

### Cavités souterraines visitables aménagées
Quelques grottes ont été aménagées pour faciliter les visites. Les aménagements y ont été réalises dans le souci de respecter l'état originel des lieux.

Les principales grottes aménagées sont :
- Deer Cave (« grotte du Cerf ») : cette grotte contient un très grand couloir souterrain, avec des plafonds hauts de plus de cent mètres, aussi célèbre pour les très nombreuses colonies de chauves-souris qui y habitent et qui sortent chaque nuit pour se nourrir d'insectes dans la forêt. Il y a un amphithéâtre à proximité où les visiteurs peuvent attendre la sortie des chauves-souris la plupart des jours entre 16h30 et 18h30. Certains soirs plus de 2 millions de chauves-souris sortent en volant en groupe et en formant des trainées sinueuses spectaculaires dans le ciel. La plupart des chauves-souris sont de l'espèce Tadarida plicata.

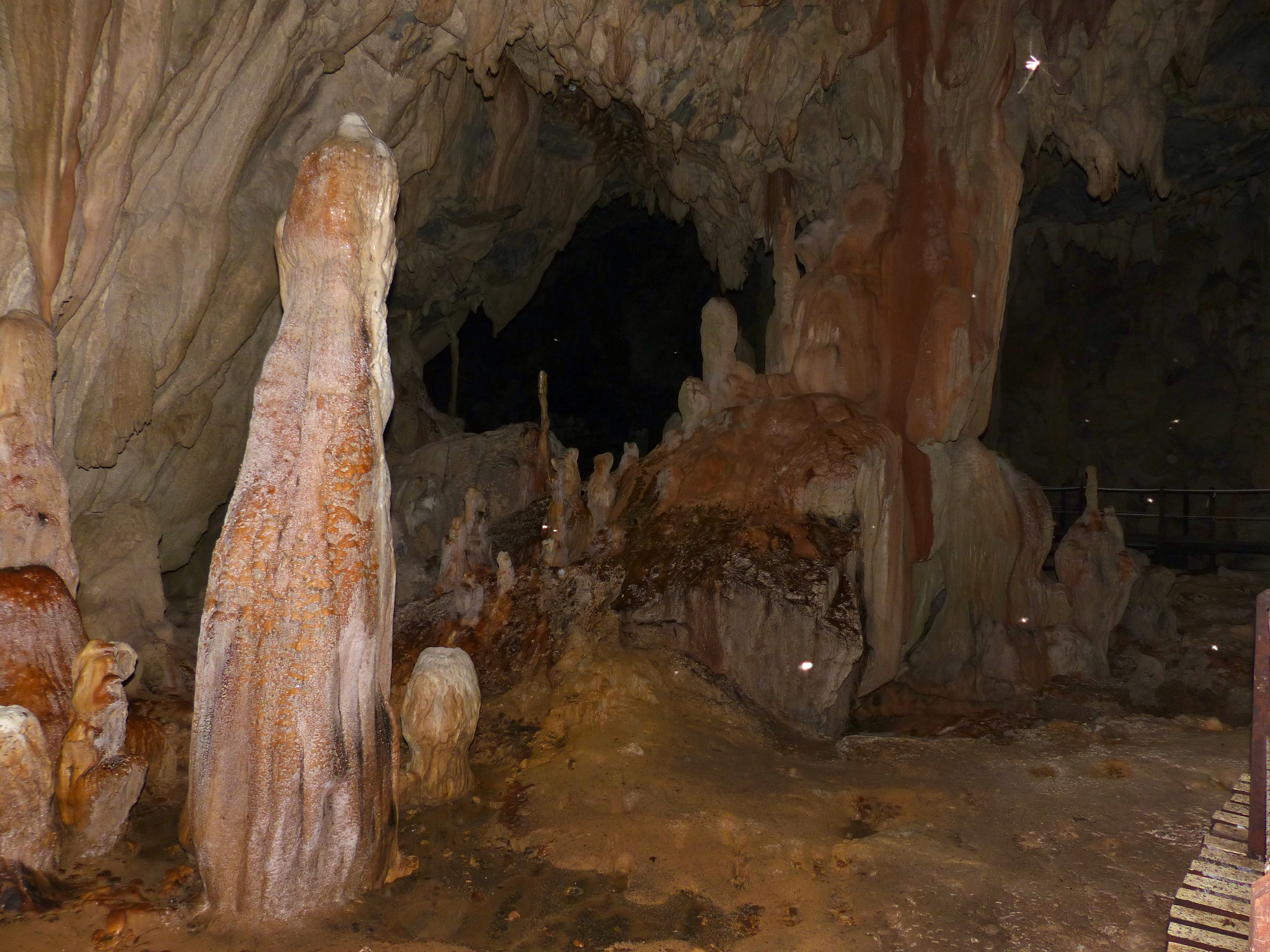
Grotte de Lagang.

- Lagang Cave (« grotte de Lagang ») : non loin de Deer Cave, pourvue de concrétions magnifiques.
- Clearwater Cave (« grotte des Eaux Claires ») : à quelques kilomètres en amont du QG du parc, au bord de la rivière Melinau se trouve une très grande source d'eaux souterraines issues de cette grotte dont la longueur totale dépasse les 140 km (plus longue grotte d'Asie) et dont les conduits souterrains sont de taille exceptionnelle. La source porte bien son nom, car les eaux sont très claires sauf en temps de crue. À l'entrée de la grotte se trouve poussant sur les rochers une plante curieuse avec une seule feuille Monophyllaea.
- Wind Cave (« grotte du Vent ») : non loin de la grotte des Eaux claires se trouve une entrée de grotte avec un puissant courant d'air, d'où son nom. Ces deux grottes sont connectées. Les visiteurs peuvent voir de nombreuses colonnes stalagmitiques et autres concrétions. Des fouilles archéologiques ont été effectuées en 1989 près de l'entrée de cette grotte ; elles ont permis la découverte de sépultures datant de 1500 à 3000 ans av. J.-C.).

## Faune du parc
La faune du parc est constituée d'une multitude d'animaux. La présence de plusieurs espèces de chauves-souris peut s'observer dans les grottes du parc.

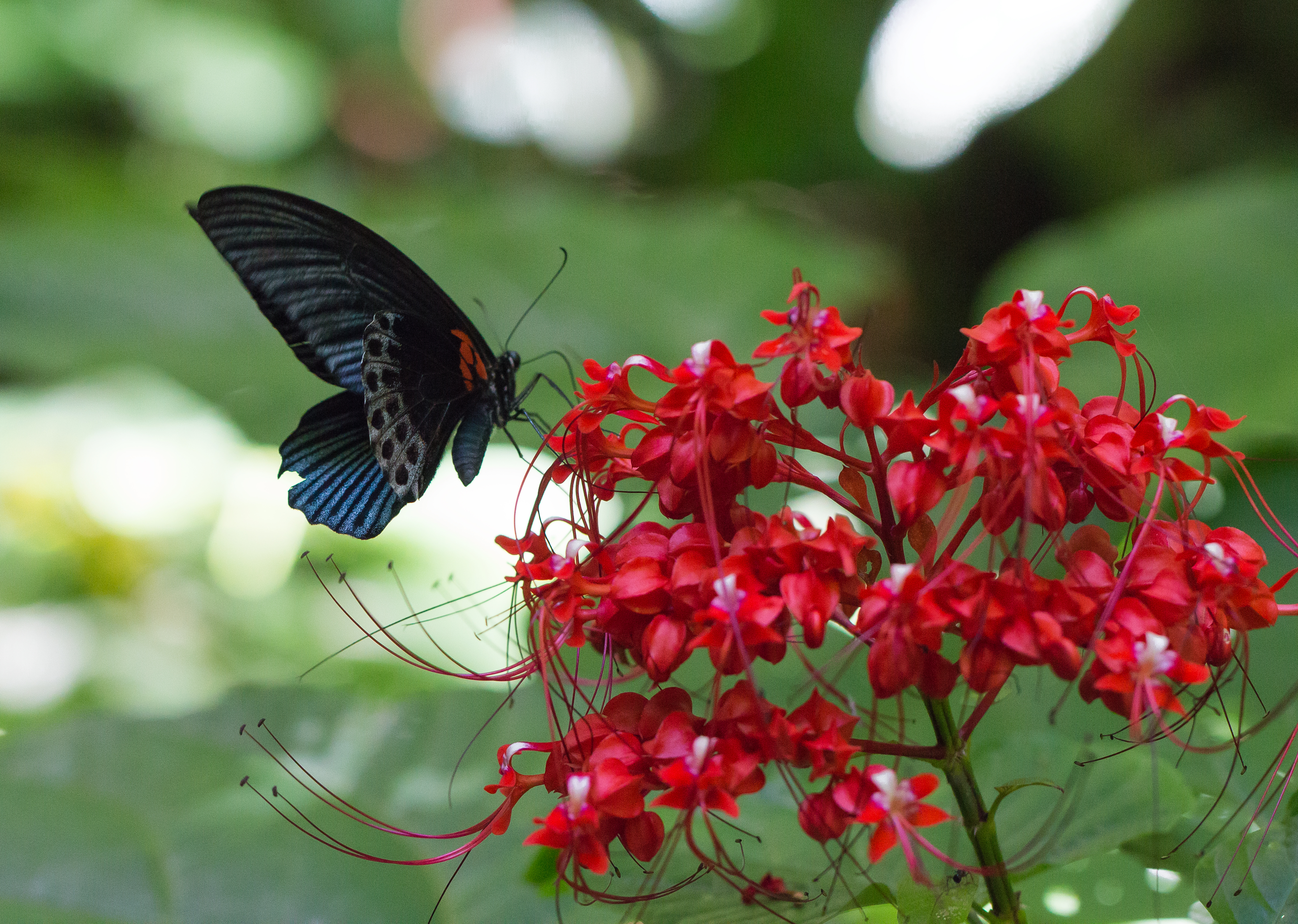
Papillon Grand Mormon
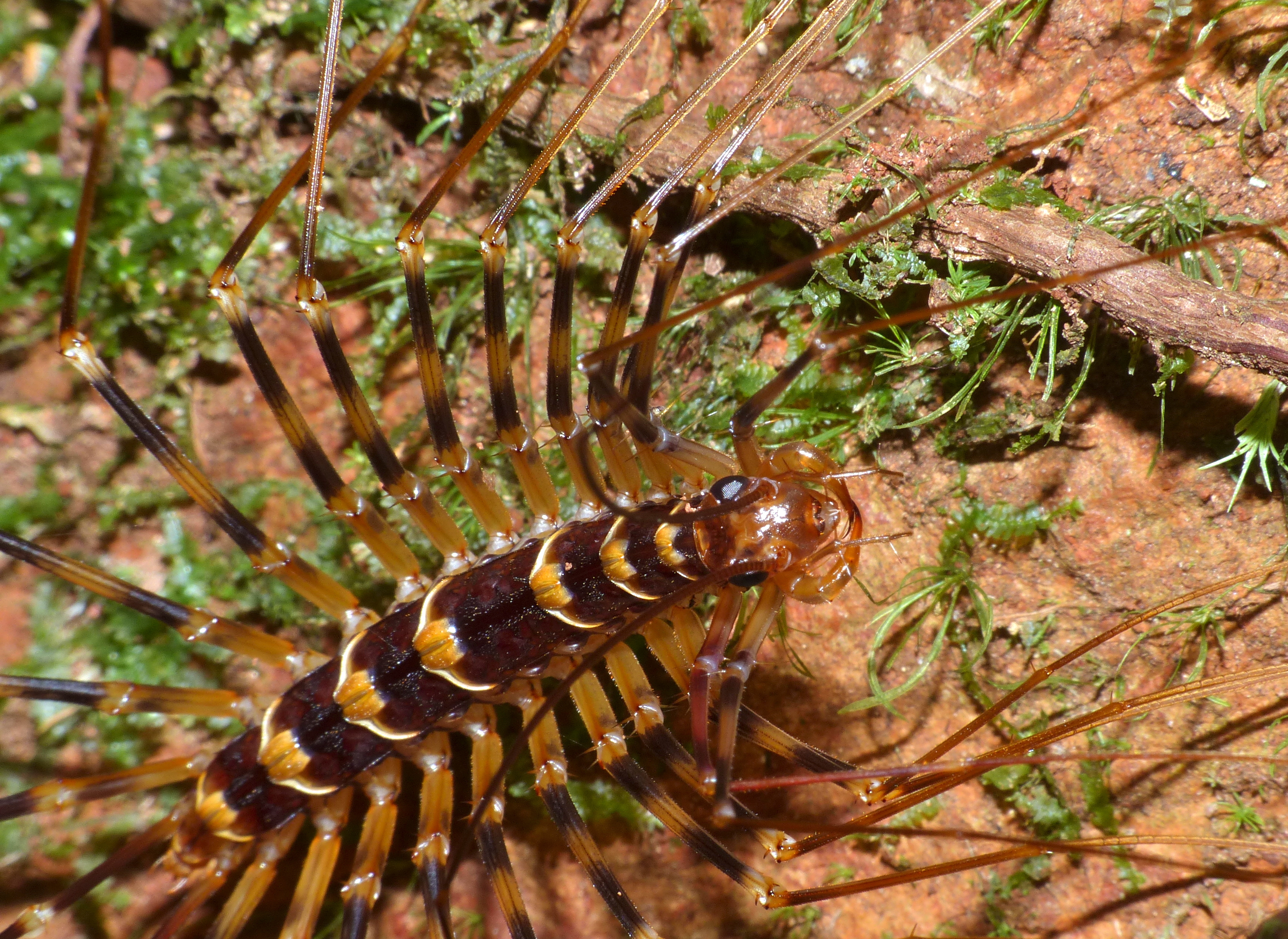
Arthropode myriapode Thereuopoda longicornis
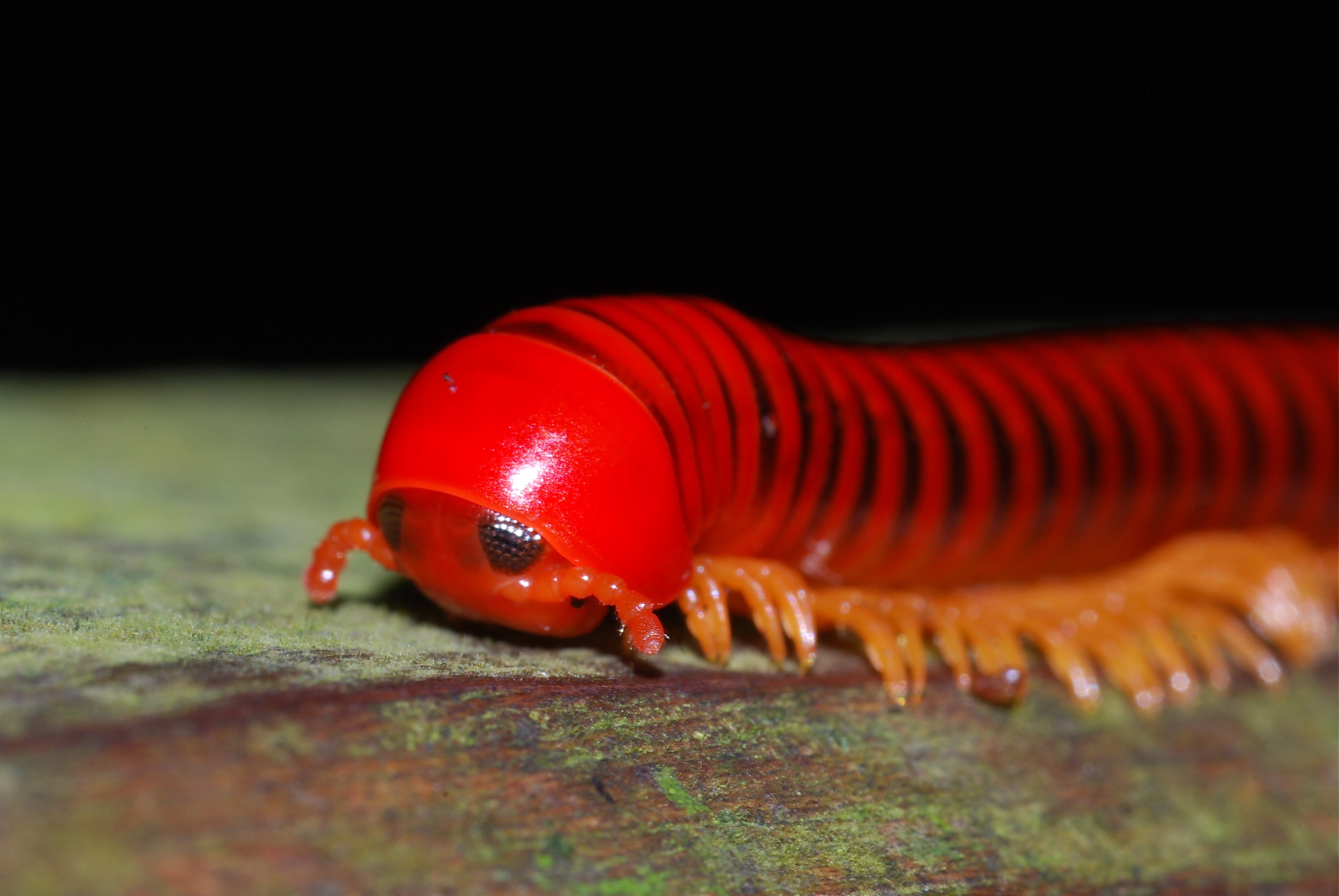
Mille-pattes Trachelomegalus modestior
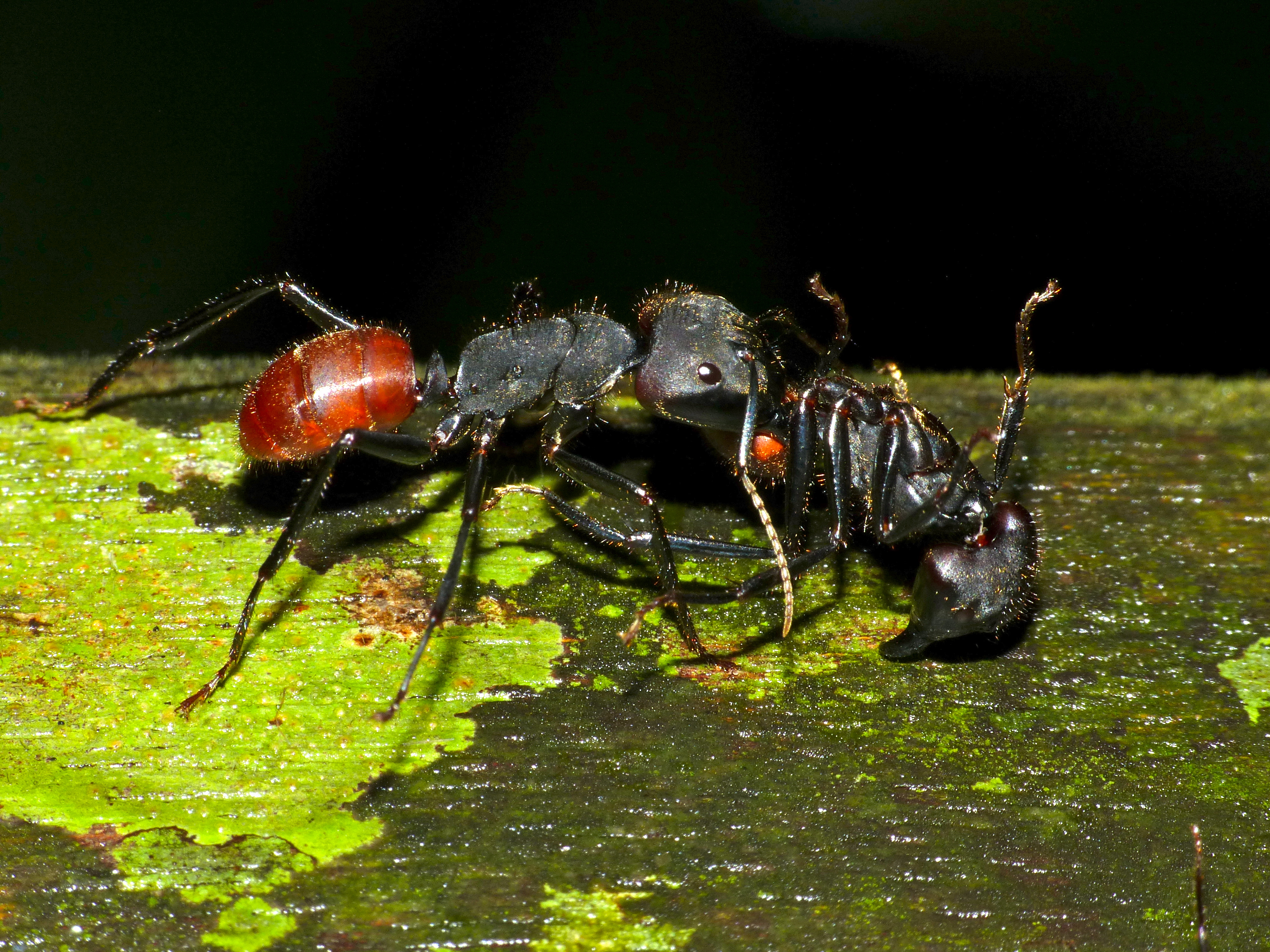
Fourmi géante Camponotus gigas

## Rivières du parc
- La rivière de Melinau draine les calcaires et constitue la limite nord du parc
- la rivière Tutoh, plus en aval, reçoit les eaux du Melinau et se jette à son tour dans le Baram

## Menaces sur la réserve
En 2019, une concession de 4 400 hectares a été accordée à la société malaisienne Radiant Lagoon pour la plantation de palmiers à huile sur l'emprise du parc.